# Saint-Lô
Saint-Lô je mesto in občina v severozahodni francoski regiji Spodnji Normandiji, prefektura departmaja Manche. Leta 1999 je mesto imelo 20.090 prebivalcev.

## Geografija
Kraj leži v Normandiji ob reki Vire. Stari del je zgrajen znotraj rečnega okljuka.

## Administracija
Saint-Lô je sedež dveh kantonov:
- Kanton Saint-Lô-Vzhod (del občine Saint-Lô, občine La Barre-de-Semilly, Baudre, La Luzerne, Sainte-Suzanne-sur-Vire: 14.321 prebivalcev),
- Kanton Saint-Lô-Zahod (del občine Saint-Lô, občine Agneaux, Le Mesnil-Rouxelin, Rampan, Saint-Georges-Montcocq: 13.496 prebivalcev).

Mesto je prav tako sedež okrožja, v katerega so poleg njegovih dveh vključeni še kantoni Canisy, Carentan, Marigny, Percy, Saint-Clair-sur-l'Elle, Saint-Jean-de-Daye, Tessy-sur-Vire, Torigni-sur-Vire in Villedieu-les-Poêles s 96.206 prebivalci.

## Zgodovina
Nekdanji Briovère ("most na reki Vire") je zgrajen na in okoli okopov. Sedanje ime je dobil po škofu sv. Laudu iz Coutancesa, iz 6. stoletja.
Med zavezniškim izkrcanjem v Normandiji med drugo svetovno vojno je bil kraj zaradi geostrateškega položaja skoraj popolnoma uničen (po oceni 95 %). Po vojni je bil obnovljen, leta 1948 odlikovan z redom legije časti. Postal je središče francoske gastronomije.

## Znamenitosti
- gotska cerkev Notre-Dame iz 13. do 15. stoletja; med vojno je bila uničena njena streha kot tudi eden od dveh stolpov, delno obnovljena po vojni.
- Opatijska cerkev sv. Križa iz 13. stoletja,
- Muzej lepih umetnosti.

## Pobratena mesta
- Aalen (Nemčija),
- Christchurch, Dorset (Združeno kraljestvo),
- Roanoke, Virginija (ZDA),
- Saint-Ghislain (Belgija).